# Sayagyi U Ba Khin
Sayagyi U Ba Khin (ur. 6 marca 1899 - zm. 18 stycznia 1971) – buddyjski nauczyciel techniki medytacyjnej vipassana w tradycji theravady.
Pobierał nauki u Saya Thetgyi, a także był pierwszym ministrem finansów niepodległej Birmy. U Ba Khin był wybitnym nauczycielem (buddyjskiej) medytacji vipassana. Obecnie istnieje sześć Międzynarodowych Centrów Medytacji w tradycji Sayagyi U Ba Khina. Każde centrum na zachodzie jest filią Międzynarodowego Centrum Medytacji w Rangun, stolicy Birmy. Wszystkie centra są prowadzone przez matkę Sayamagyi, najbliższą uczennicę Sayagyi U Ba Khina, która praktykuje i naucza medytacji od ponad pięcdziesięciu lat i troszczy się o ciągłość tradycji od śmierci Sayagyi U Ba Khina w 1971 roku.
Słynnym uczniem U Ba Khina jest S. N. Goenka, który rozprzestrzenił technikę vipassany w tej tradycji i dał początek licznym ośrodkom medytacyjnym vipassany na całym świecie.

## Życie
Urodził się w Rangun w Birmie jako młodsze z dwójki dzieci swych rodziców. W marcu 1917 Sayagyi U Ba Khin zaliczył końcowe egzaminy w szkole średniej, zdobywając złoty medal oraz stypendium uniwersyteckie. Naciski w rodzinie zmusiły go jednak aby przerwał edukację i rozpoczął zarabianie pieniędzy. Pierwszą pracę podjął w birmańskiej gazecie zatytułowanej "The Sun", ale po pewnym czasie zaczął pracować jako księgowy w biurze Ministerstwa Finansów Birmy. W 1926 zdał egzaminy Służb Finansowych prowadzone przez indyjskie władze regionalne.
W 1937, gdy Birma została odłączona od Indii, U Ba Khina mianowano pierwszym Specjalnym Nadzorcą Ministerstwa. Został Ministrem Finansów 4 stycznia 1948, w dniu uzyskania przez Birmę niepodległości.
1 stycznia 1937 Sayagyi U Ba Khin medytował po raz pierwszy. Tego dnia uczeń Saya Thetgyi - bogaty rolnik i nauczyciel medytacji zarazem - odwiedził U Ba Khina i wyjaśnił mu zasady medytacji anapana.
Gdy U Ba Khin spróbował techniki anapany, doświadczył głębokiej koncentracji, która wywarła na niego tak wielki wpływ, że postanowił ukończyć pełny kurs. Wziął dziesięciodniowy urlop i udał się do centrum medytacyjnego Saya Thetgyi.
Podczas pierwszego dziesięciodniowego kursu uczynił duże postępy i kontynuował pracę podczas częstych wizyt w ośrodku oraz podczas spotkań z Saya Thetgyi, gdy tylko przyjeżdżał do Rangun.
W 1941 miało miejsce pewne istotne zdarzenie, które wpłynęło znacząco na życie Sayagyi U Ba Khina. Podczas załatwiania spraw rządowych w górnej Birmie spotkał przypadkiem Webu Sayadaw'a - wysoce poważanego mnicha, który był powszechnie uważany za arahanta. Webu Sayadaw był pod wrażeniem biegłości U Ba Khina w medytacji i zachęcił go do nauczania. Był on pierwszą osobą, która usilnie nakłaniała U Ba Khina, aby zaczął nauczać.
W 1950 U Ba Khin założył Stowarzyszenie Vipassany w Biurze Ministerstwa Finansów, gdzie ludzie świeccy, głównie pracownicy tego biura mogli uczyć się vipassany. W 1952 r. w Rangun otwarto Międzynarodowe Centrum Medytacji, 3 kilometry na północ od słynnej pagody Szwe Dagon. Wielu Birmańczyków i obcokrajowców miało szczęście otrzymywać tam nauki Dhammy od U Ba Khina. Sayagyi U Ba Khin aktywnie uczestniczył w przygotowaniach do Szóstego Soboru Buddyjskiego, znanego jako Chatta Sangayana (Szósta Recytacja), który odbył się w latach 1954–1956 w Rangun.
Życzeniem Sayagyi U Ba Khina było aby technika vipassany na długo zapomniana w Indiach, mogła powrócić do kraju swego pochodzenia i stamtąd została rozpowszechniona na cały świat. Z wielu powodów nigdy nie mógł osobiście pojechać do Indii. Dlatego upoważnił swego ucznia, Satya Narayan Goenkę, aby nauczał medytacji vipassana. U Ba Khin ostatecznie przerwał swoją wybitną karierę rządową i przeszedł na emeryturę w 1965. Od tego czasu, aż do swojej śmierci w 1971 pozostawał w Międzynarodowym Ośrodku Medytacyjnym, nauczając vipassany.